# Brokiga blad (tidning)
Brokiga blad var en veckobilaga till Aftonbladet som utgavs på söndagar men en utgivningsperiod från 5 januari 1908 till 28 december 1930. Fullständiga titel  var Brokiga blad / Sveriges första kolorerade veckotidning.

## Redaktion
Redaktionsort var  hela tiden i Stockholm. Två  provnummer kom under slutet av 1907 okänt vilka dagar. 
| Period                 | Ansvarig utgivare                 | Titel                       | Period                 | Redaktör          |
| 1907-11-06--1921-04-14 | Sohlman, Harald                   | redaktören,juris kandidaten | 1907-12-10--1921-11-27 | Hagberg, K.A.     |
| 1921-04-15--1923-02-15 | Söderberg, Fredrik Fritiof Verner | filosofie doktorn           | 1921-12-04--1922-04-09 | Berndtson, Gunnar |
| 1923-02-16--1930-12-28 | Telander P:son, Teodor            | redaktören                  | 1922-04-16--1930-12-28 | ingen uppgift     |

## Tryckning
Tryckeri var Aftonbladets tryckeri i Stockholm hela tiden och tidningen trycktes i fyrfärg hela tiden. Typsnitt var antikva och satsytan var hela tiden 39x26 cm. Tidningen hade 8 till 16 sidor flest sidor från 1920 till nedläggningen 1930. Priset för prenumeration var 3 kr till 8,50 1921 då det var högst vid inflationen efter första världskriget.